# セバスティアン・ボネツキ
セバスティアン・ボネツキ（Sebastian Bonecki 、1995年2月13日 - ）は、ポーランド・レグニツァ出身のプロサッカー選手。ザグウェンビェ・ソスノヴィエツ所属。ポジションは、ミッドフィールダー。

## クラブ歴
2013年8月23日、0-1で敗れたホームのクラコヴィア・クラクフ戦でプロデビューを果たした。